# ガシュガーイー語
ガシュガーイー語（ガシュガーイーご、قشقایی）は主にイランのファールス州に居住する民族集団ガシュガーイー族によって話されるテュルク諸語の一種。話者の推計人口はまちまちで、Ethnologueによれば92万3000人である。ガシュガーイー語はアゼルバイジャン語に近縁であり、その方言であると考える言語学者もいる。
イラン国内のアゼルバイジャン語と同じく、ガシュガーイー語もまたペルシャ式に改変したアラビア文字を用いる。ガシュガーイー族はペルシャ語も話し、それを書き言葉として用いる。

## 言語名別称
- カシュカーイー語
- カシュカイ語
- ガシュガイ語
- カシュガイ語
- Kashkay
- Kashkai
- Qashqa’i
- Qashqay